# Neotamias
Neotamias (лат.) — один из трёх родов бурундуков (наряду с Tamias и Eutamias). Включает все современные виды бурундуков, кроме восточного бурундука (Tamias striatus) и сибирского бурундука (Eutamias sibiricus). Представители рода обитают в Северной Америке, в основном на западе материка.

## Классификация
В большинстве систем классификации, разработанных до XXI века, бурундуки объединялись в единый род Tamias, в котором нередко выделяли подроды Tamias (восточный бурундук), Eutamias (азиатский бурундук) и Neotamias (все остальные виды). Дальнейшие исследования митохондриальной ДНК показали, что по времени дивергенции Tamias, Eutamias и Neotamias удалены друг от друга примерно настолько же, насколько отдалены другие роды трибы Marmotini, что позволяет считать их самостоятельными родами в пределах единой клады бурундуков. Помимо генетической обособленности, каждый из трёх родов отчётливо диагностируется по краниальной, посткраниальной и внешней морфологии.

### Виды
База данных Американского общества маммологов (ASM Mammal Diversity Database) признаёт 26 видов в составе рода Neotamias:
- Альпийский бурундук (Neotamias alpinus)
- Сосновый бурундук (Neotamias amoenus)
- Бурундук Буллера (Neotamias bulleri)
- Сероногий бурундук (Neotamias canipes)
- Сероворотничковый бурундук (Neotamias cinereicollis)
- Neotamias cratericus
- Скалистый бурундук (Neotamias dorsalis)
- Дурангский бурундук (Neotamias durangae)
- Neotamias grisescens
- Бурундук Мерриама (Neotamias merriami)
- Малый бурундук (Neotamias minimus)
- Калифорнийский бурундук (Neotamias obscurus)
- Желтощёкий бурундук (Neotamias ochrogenys)
- Бурундук Палмера (Neotamias palmeri)
- Панаминтский бурундук (Neotamias panamintinus)
- Длинноухий бурундук (Neotamias quadrimaculatus)
- Колорадский бурундук (Neotamias quadrivittatus)
- Рыжехвостый бурундук (Neotamias ruficaudus)
- Рыжий бурундук (Neotamias rufus)
- Бурундук Аллена (Neotamias senex)
- Северокалифорнийский бурундук (Neotamias siskiyou)
- Neotamias solivagus
- Сономский бурундук (Neotamias sonomae)
- Невадийский бурундук (Neotamias speciosus)
- Бурундук Таунсенда (Neotamias townsendii)
- Унитаский бурундук (Neotamias umbrinus)